# 李冬民
李冬民（1947年12月—），又名李东民，河北唐县人。文革期间为红卫兵组织二十五中“东风”首领，曾任北京市中学生红代会核心组组长，北京市革委会常委，文革后知名的社会调查专家。

## 簡歷
李冬民生于农村，1954年就读北京小学，1964年就读北京25中高中。
1966年文化大革命开始后，因对既有教育制度和教育方法提出异议，被中央工作组打击，遭到批判。在毛泽东支持下很快获得平反，担任北京中学红卫兵代表大会核心组组长。1967年4月，经毛泽东亲自圈阅同意，出任北京市革命委员会常委。1968年秋因不服从中央文革领导小组而被撤职，到郊区农场锻炼。很快加入人民解放军。复员后，在北京重型机器厂当工人。1976年参加天安门广场悼念周恩来的群众活动。
1977年1月8日，在首都长安街西单商场墙上，他带着十多个小青年，刷了十几米长的大标语：“坚决要求邓小平同志出来工作！”震惊全国。2月25日，以“反革命罪”被逮捕入狱，并被打成“李冬民反革命集团”头目。史称“李冬民假案事件”。
1979年5月出狱。1980年平反。同年秋考入中国社科院社会所。1985年分配到北京市社会科学院社会学研究所工作，后于1988年离开北京社科院。1985年创办北京社会调查事务所，后改名为中国社会调查所，一直担任所长。
2012年7月，因诈骗罪被法院判处有期徒刑六年，法院同时认定中国社会调查所没有在国家相关部门依法注册、备案。
2023年12月24日因病逝世。